# Bureau of Land Management
Het Bureau of Land Management (BLM) is een agentschap van het Amerikaanse ministerie van Binnenlandse Zaken (Department of the Interior). Het agentschap is bevoegd met het beheer van zo'n 1.020.000 km² public lands, gronden in het bezit van de staat, alsook de grondstoffen onder een totaal van zo'n 2.800.000 km² public lands. De meeste van die stukken land liggen in het westen van de VS, inclusief Alaska. Tot de doelstellingen van het agentschap hoort het onderhouden van de gezondheid, diversiteit en productiviteit van de public lands voor het gebruik en nut van Amerikanen, ook in de toekomst.
Het agentschap stelt ongeveer 10.000 permanente werknemers te werk en grofweg 2000 seizoenswerkers. In 2010 had het Bureau of Land Management een budget van 960.000.000 Amerikaanse dollar.